# Пюттнер, Йозеф Карл Бертольд
Йозеф Карл Бертольд Пюттнер (нем. Josef Carl Berthold Püttner, 26 июля 1821 — 29 июля 1881) — немецко-австрийский пейзажист и маринист.

## Биография
Сначала работал на фаянсовой фабрике близ Карлсбада, но вскоре оставил её, переехал в Вену, где снискивал себе средства к жизни исполнением заказов для торговцев картинами. Попав случайно учителем рисования к одному из графов Зичи, Пюттнер получил возможность писать с натуры. В 1846 году отправился, с целью усовершенствоваться в живописи, в Италию, и, увидев здесь впервые море, до такой степени пленился его красотами, что решил сделаться их воспроизводителем. Пробыв около года в Риме, он вернулся в Вену и, будучи единственным маринистом в этом городе, получил много заказов. В 1850 году посетил остров Гельголанд и Гамбург, где близко сошелся с одним судохозяином, Годефруа, доставившим ему возможность совершить большое морское путешествие. В 1851 году, обогнув мыс Горн, Пюттнер посетил Вальпараисо и некоторые из островов Тихого океана, путешествовал в Южной Америке, после чего возвратился в Вену. Плодом этого путешествия были картины: «Буря на море и кораблекрушение у мыса Горна» (1854; в венской галерее), «Венецианские лагуны» (1857), «Морское сражение близ Гельголанда» (1864), «Морское сражение близ Лиссы» (1866), «Лунная ночь на морском берегу», «Пожар на корабле», «Потерпевшие кораблекрушение», «Нормандский берег» (1873) и «Сорренто».

## Работы
- Морское сражение близ Гельголанда
- Пожар на корабле
- Парусники